# Пречистое (Ростовский район)
Пречистое — село Ростовского района Ярославской области, входит в состав сельского поселения Петровское.

## География
Расположено на берегу реки Нерль в 31 км на юг от посёлка Петровское и в 54 км на юг от Ростова.

## История

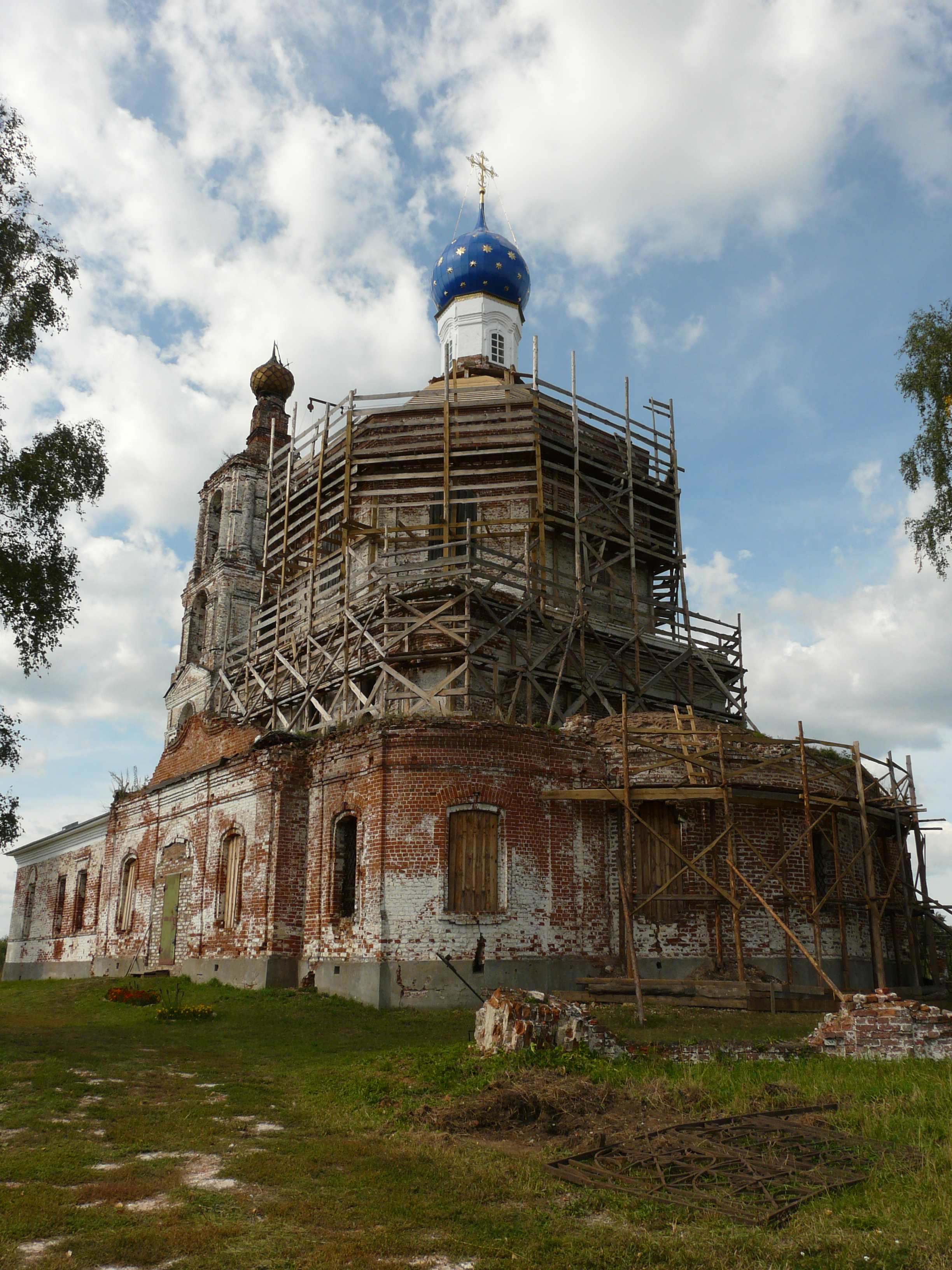
Церковь Рождества Пресвятой Богородицы в Пречистом

Местный каменный одноглавый храм с колокольней существует с 1794 года; он построен прихожанами и имел три престола: Рождества Пресвятой Богородицы, Живоначальной Троицы и св. Димитрия Солунского. До устройства каменной церкви здесь находилась деревянная, которая по своей ветхости в 1794 году была разобрана.
В конце XIX — начале XX вв. село входило в состав Карашской волости Ростовского уезда Ярославской губернии. В 1885 году в селе было 17 дворов.
С 1929 года село входило в состав Итларского сельсовета Ростовского района, в 1935—1944 годах — в составе Петровского района, в 1944—1959 годах — в составе Рязанцевского района, с 2005 года — в составе сельского поселения Петровское.

## Население
| 1859 | 1914 | 2007 | 2010 |
| ---- | ---- | ---- | ---- |
| 64   | ↘25  | ↘14  | ↘8   |

## Достопримечательности
В селе расположена действующая церковь Рождества Пресвятой Богородицы (1794).

## Транспорт
Пречистое обслуживается автобусным маршрутом № 137 Ростов — Заозёрье (отдельные рейсы выполняются с заездом в Хмельники). Ближайшая остановка «Заозёрье» находится в одноимённой деревне. Железнодорожная станция Итларь находится в 7 километрах от села.